# 椿木营乡
椿木营乡，是中华人民共和国湖北省恩施土家族苗族自治州宣恩县下辖的一个乡镇级行政单位。

## 行政区划
椿木营乡下辖以下地区：
长槽村、白果村、干竹坪村、黄家坪村、范家坪村、挖断山村、杉坨村、勾腰坝村、木营村、锣鼓圈村、杨柳坨村、十家坪村、莲花台村、深湾村和白岩溪村。